# Jesse Huerta
Jesse Eduardo Huerta Uecke (Ciudad de México, 31 de diciembre de 1982), más conocido como Jesse Huerta es un guitarrista, baterista, percusionista, productor, compositor y cantante mexicano. Actualmente es baterista, compositor y segunda voz del dúo pop latino Jesse & Joy, que conforma con su hermana menor Joy Huerta.
Actualmente también juega al baloncesto profesional para los Ángeles de la Ciudad de México, haciendo su debut el 10 de marzo de 2024.

## Primeros años
Huerta nació en la Ciudad de México, como segundo de los tres hijos de la estadounidense oriunda de Wisconsin Michelle Lee Uecke Miller, y el pastor mexicano Eduardo Huerta. Es hermano mayor de la también cantautora Joy Huerta, que juntos conforman el dúo de Jesse & Joy. 
Huerta estaba interesado en deportes, especialmente basquetball, durante su juventud, aspirando a jugar de manera profesional. Por sus raíces cristianas, Jesse tuvo sus inicios como baterista formando parte del grupo de alabanza de la Iglesia de Jesucristo Roca Mia. A la edad de 16 años, junto con su hermana, realizó grabaciones en la sala de su casa con un grupo cristiano llamado «Hyre», con letras y música de su inspiración con temas cristianos y el sencillo Llegaste tú.

## Carrera musical

### Jesse & Joy

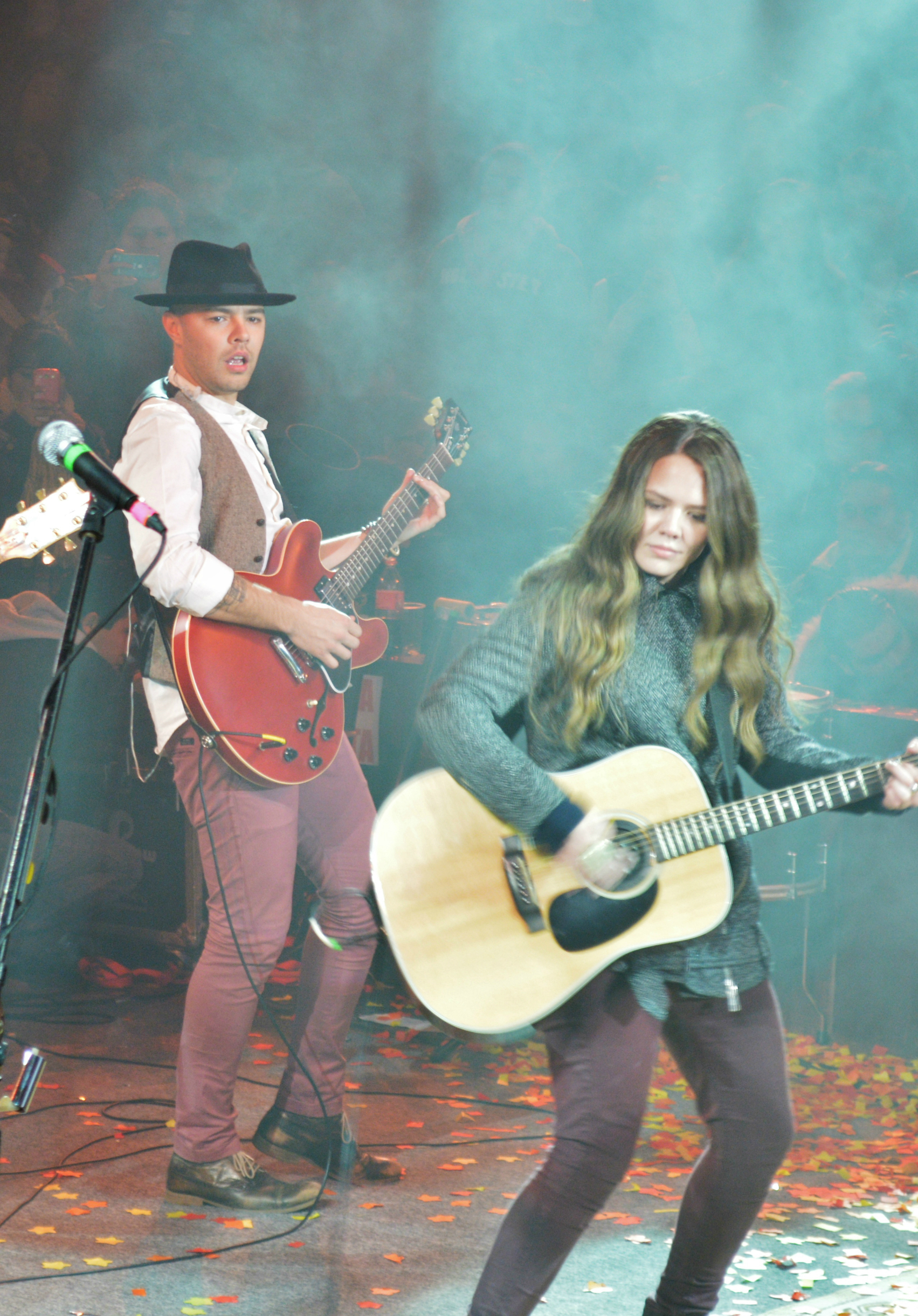
Jesse y Joy en concierto durante el palenque la Feria Ganadera de Querétaro.

Con la ayuda de su hermana Joy Huerta crean su primera canción bajo el título de Llegaste tú. Para el año 2001, escribieron juntos varias canciones y salieron a tocar las puertas de la producción musical. Es así que forman el dueto Jesse & Joy, donde Joy es la Voz principal acompañada por Jesse en varios instrumentos musicales. 
El 18 de abril de 2005, se convierten en artistas exclusivos de Warner Music México, marcando el inicio de su carrera profesional. El debut se da el 3 de diciembre de 2005 en Ciudad de México acompañando en un concierto por la agrupación Sin Bandera. En 2006, en San Diego y con ayuda del productor Kiko Cibrian, grabaron su primera producción discográfica. El 17 de marzo, son teloneros en el concierto de Sin Bandera en el Auditorio Nacional. El 26 de junio del mismo año, lanzan su primer sencillo promocional denominado Espacio Sideral, siendo escuchado y en el top radial por un lapso de 2 meses.
Se lanza su álbum debut, Esta es mi vida, en agosto de 2006, manteniéndose en el top ten durante 5 semanas consecutivas en la lista de Mix Up. Aquel año son nominados a premios MTV como Artista Promesa. En febrero de 2007, se presentan en el Lunario y les hacen entrega de un Disco de oro por más de 50 mil copias vendidas en México. En este mismo año varias de sus canciones fueron nominadas para los premios Oye, ganándolo como Revelación del Año.
En colaboraciones tocaron para Axel en la canción "Me quiero enamorar" en un concierto en el Luna Park de Buenos Aires y luego la interpretación a dueto con Pablo Alborán el tema "La de la Mala Suerte" en La Noche Cadena100 en Madrid. Han colaborado con Tommy Torres y Aleks Syntek. Junto con Joy ha realizado dúos con Leonel García. También han realizado duetos con el colombiano Fonseca y Juan Gabriel.
En 2010 participan en la banda sonora de la película Eclipse de la saga Crepúsculo, con la canción «Magia y deseo».

### En solitario
En 2013, Huerta tocó la guitarra a dúo con Noel Schajris, integrante de Sin Bandera, la canción "Somos lo que fue" para el concierto México Suena.

## Vida personal
Huerta está casado con Mónica León y son padres de dos hijas, Hanna y Abby.

## Discografía

### Con Jesse & Joy
Álbumes de estudio
- 2007: Ésta es mi vida
- 2009: Electricidad
- 2012: ¿Con quién se queda el perro?
- 2015: Un besito más
- 2020: Aire
- 2022: Clichés

### Reality Shows
| Año  | Título                | Personaje | Otras Notas  |
| ---- | --------------------- | --------- | ------------ |
| 2020 | ¿Quién es la máscara? | Zombie    | Cuarto lugar |